# Premis Ondas
Els Premis Ondas són uns guardons lliurats als professionals de ràdio, televisió, cinema i música. Són concedits anualment per Ràdio Barcelona, emissora de la Cadena SER, des de 1954. Són els primers guardons de ràdio i televisió instituïts a Espanya, per la qual cosa gaudeixen de gran prestigi.

## Història
Els Premis Ondas van ser creats per Manuel Tarín Iglesias, director de l'emissora degana de la ràdio espanyola, Ràdio Barcelona, coincidint amb els actes de celebració del seu trentè aniversari. El seu antecedent va ser el Concurs Anual de Guions, la primera edició del qual va tenir lloc el 1953. El nom del premi va ser pres de la desapareguda revista Ondas, editada també per Unión Radio, embrió de l'actual Cadena SER.
Els Ondas es van lliurar per primera vegada el 14 de novembre de 1954, ja que aquesta és la data de la primera emissió radiofònica de Ràdio Barcelona. Inicialment els Ondas distingien només a professionals i programes de la ràdio espanyola, i van ser premiats en la primera edició Bobby Deglané, Pepe Iglesias i Pedro Pablo Ayuso, entre d'altres.
Dos anys més tard, el 1956, es va crear la categoria de premis internacionals. El 1957 s'incorporà la televisió, i va ser Laura Valenzuela la primera guardonada. El 1971 el sacerdot sevillà Federico María Pérez-Estudillo Sánchez va guanyar un Premi Ondas per una missa flamenca cantada a Florència.
Des del 1984, l'entrada del grup PRISA en la propietat de la Cadena SER va suposar l'ampliació dels Ondas a noves categories, el cinema (categoria creada el 1991) i la música (1992). El 1999 es va introduir un reconeixement a la publicitat radiofònica.
L'edició de 2009 va tenir el seu component de polèmica en ser-li concedit un premi (en l'apartat de millor presentador de televisió) a Jorge Javier Vázquez, cosa que va ser considerat «vergonyós» per bona part dels professionals del sector i que va dur a Carles Francino, que havia de lliurar-li el premi, a negar-s'hi.
L'any 2017 els premis es van entregar per primer cop fora de Barcelona, al Palau de Congressos i Exposicions de Sevilla. Aquell any van batre el seu rècord de candidatures rebudes, amb més de 400 inscripcions en les diferents categories.